# Zwartbrauwbaardvogel
De zwartbrauwbaardvogel (Psilopogon oorti synoniem: Megalaima oorti) is een baardvogel die voorkomt in tropisch bos van Zuid-China tot op Sumatra. Het oorti in de wetenschappelijke naam is een eerbetoon van de soortauteur Salomon Müller aan zijn vroeg overleden reisgenoot, de tekenaar Pieter van Oort.

## Beschrijving
De zwartbrauwbaardvogel is 20 cm lang. Hij is -net als de andere Aziatische baardvogels- vrij plomp van bouw en overwegend groen gekleurd. Hij heeft een forse, donker gekleurde snavel met borstels aan de basis van de snavel. Deze baardvogel lijkt op de goudkeelbaardvogel (P. franklinii), maar verschilt daarvan door een duidelijke donkere, brede wenkbrauwstreep en een blauwe vlek achter het oog. De keel is geel en het blauw van de kop loopt iets door tot op de borst, waarop een rode band het groen van de rest van de borst scheidt.

## Verspreiding en leefgebied
De zwartbrauwbaardvogel komt voor op het schiereiland Malakka en Sumatra. Het is een standvogel van heuvellandbos in middelgebergte op een hoogte tussen de 900 en 1500 m boven de zeespiegel. In Zuid-China komen de Chinese baardvogel en de taiwanbaardvogel voor die vroeger als een ondersoorten werden beschouwd. In het zuiden van Laos en Vietnam verblijft de Indochinese baardvogel, die voor 2014 nog vaak als ondersoort van de zwartbrauwbaardvogel wordt beschouwd.

## Status
De zwartbrauwbaardvogel heeft een groot verspreidingsgebied en daardoor alleen al is de kans op uitsterven gering. De grootte van de populatie is niet gekwantificeerd, lokale trends in aantallen zijn niet bekend. Er is geen aanleiding te veronderstellen dat de soort in aantal achteruit gaat. Om deze redenen staat deze baardvogel, en ook de nauw verwante (onder-)soorten Chinese baardvogel, taiwanbaardvogelen de Indochinese baardvogel als niet bedreigd op de Rode Lijst van de IUCN.

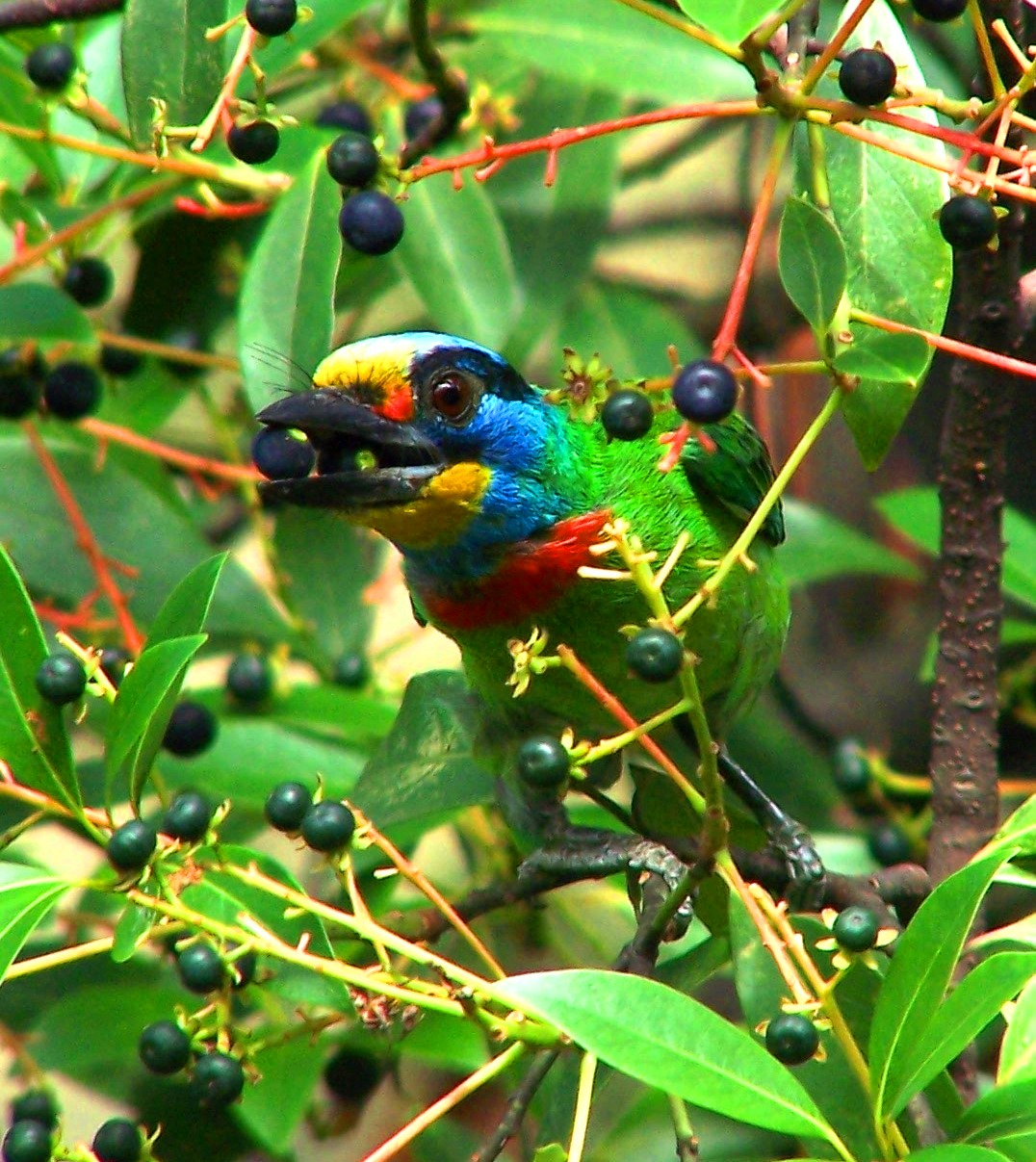